# Zaï zaï zaï zaï (film)
Pour plus de détails, voir Fiche technique et Distribution.
Zaï zaï zaï zaï est une comédie française réalisée par François Desagnat, et sortie en 2020. D'abord projeté dans plusieurs festivals en 2020 et 2021, il sort en salles en 2022. Il s'agit d'une adaptation de la bande dessinée homonyme de Fabcaro.

## Synopsis
Fabrice, acteur à succès, va faire les courses. Quand il arrive à la caisse, il se rend compte qu'il a oublié sa carte de fidélité. Quand un vigile du magasin arrive, il affirme qu'il a oublié sa carte dans sa poche d'un autre pantalon laissé dans son lave-linge. Mais le vigile ne le croit pas. Alors, il se saisit du poireau qu'il a voulu s'acheter, et menace avec comme s'il s'agissait d'une arme. Il s'échappe du magasin et court jusqu'à sa voiture. Le garde le suit, mais Fabrice arrive à temps à sa voiture pour partir. Anti-héros absolu, il est recherché par la police comme un grand fugitif en cavale.

## Fiche technique
Sauf indication contraire, les informations mentionnées dans cette section peuvent être confirmées par les bases de données cinématographiques IMDb et Allociné,  présentes dans la section « Liens externes ».
- Titre original : Zaï zaï zaï zaï
- Réalisation : François Desagnat
- Scénario : François Desagnat et Jean-Luc Gaget, d'après la bande dessinée homonyme de Fabcaro
- Musique : Yuksek
- Photographie : Olivier Gossot
- Décors : Jérémie Sfez
- Costumes : Charlotte Betaillole
- Montage : Grégoire Sivan
- Production : Thibault Gast et Matthias Weber
  - Production déléguée : David Giordano
  - Production associée : Philippe Logie
- Sociétés de production : 24 25 Films, en coproduction avec France 3, Panache Productions, La Compagnie Cinématographique et Apollo Films
- Société de distribution : Apollo Films
- Budget : ~ 4,3 millions €[1]
- Pays de production :  France
- Langue originale : français
- Format : couleur — 1,85:1
- Genre : comédie
- Durée : 83 minutes
- Dates de sortie :
  - France : 21 octobre 2020 (Festival de Montpellier) ; 23 février 2022 (sortie nationale)
  - Suisse : 12 novembre 2021 (Festival de Genève)

## Distribution
- Jean-Paul Rouve : Fabrice
- Julie Depardieu : Fabienne, l'épouse de Fabrice
- Ramzy Bedia : Benjamin
- Julie Gayet : Florence
- Vincent Desagnat : Franck, le comédien de droite
- Maurice Barthélemy : Mathieu, le comédien de gauche
- Jeanne Arènes : Roselyne, la caissière
- Marc Riso : le vigile du supermarché
- Pauline Moulène : la voix de l'annonce au supermarché
- Yolande Moreau : la commissaire Jeanne Weber
- Béatrice de La Boulaye : la policière au commissariat
- Oussama Kheddam : le policier au poireau
- Nicolas Berno : un policier
- Thomas VDB : Pierre, le policier avec son chien empaillé
- Fabcaro : le dessinateur du portrait-robot
- Jean-Luc Gaget : le réalisateur
- Grégoire Sivan : l'assistant-réalisateur
- Éric Boucher : le routier complotiste
- Eddy Leduc : le routier naïf
- Louise Coldefy : l'institutrice
- Martin Laurent : Gérard, le fils de Fabrice et Fabienne
- Camille Solal : Sophie Galibert, l'ancienne camarade de classe de Fabrice
- Bruno Gouery : Jean-Pierre, le mari de Sophie
- Sarah-Laure Estragnat : la journaliste de radio
- Nicolas Lumbreras : Martine, le reporter
- Yann Chermat : le présentateur de télévision
- Laurence Oltuski : l'épouse du présentateur de télévision
- Cécile Combredet : l'animatrice du talk-show
- Célia Pilastre : l'invitée du talk-show
- Pascal Turmo : un invité du talk-show
- Didier Mahieu : un invité du talk-show
- Frédéric Roudier : le père de la voiture qui prend Fabrice en stop
- Benjamin Biolay, Arié Elmaleh, Helena Noguerra, François-Xavier Demaison, Mathieu Madénian, Nicole Ferroni, MC Solaar, Pauline Étienne, François Deblock, Thomas Solivérès, Bérengère Krief, Kad Merad et Lionel Abelanski : membres du comité de soutien qui enregistrent une chanson pour Fabrice

## Accueil

### Critique
En France, le site Allociné propose une moyenne de 3/5 à partir de l'interprétation de 24 critiques de presse.
Selon La Libre Belgique, le film décrit « une satire savoureuse de l'infobésité ». Pour 20 Minutes, c'est « un petit bijou d'humour loufoque ». Pour Télé 2 semaines, c'est « une fable totalement irrésistible ». Pour Culturopoing.com, la comédie, « sans pousser au chef-d'œuvre, est une excellente surprise. »
Pour les Cahiers du cinéma, si l'adaptation est « globalement fidèle », le « tranchant de l'écriture de Fabcaro » n'est pas là. Pour Les Fiches du cinéma, François Desagnat « manque l'adaptation et ne fait pas rire. »

### Box-office
Lors de son premier jour d'exploitation en France, la comédie se place en 3e position du box-office des nouveautés avec 12 048 entrées, dont 5 715 en avant-première, pour 185 copies. Il est devancé par Compagnons (12 475) et suivi par Blacklight (10 762).
Le film cumule 47 192 entrées pour sa première semaine d'exploitation au box-office français, et termine sa carrière en salles sur le très modeste nombre d'entrées de 93 243.

## Distinction
- Festival international du film de comédie de l'Alpe d'Huez 2021 : label de la sélection officielle[5]